# فرودگاه بین‌المللی کرپوس کریستی
فرودگاه بین‌المللی کرپوس کریستی (به انگلیسی: Corpus Christi International Airport) یک فرودگاه همگانی بهره‌برداری هوایی با کد یاتا CRP است که یک باند فرود آسفالت دارد و طول باند آن ۲۲۸۸ متر است. این فرودگاه در شهر کورپس کریستی کشور ایالات متحده آمریکا قرار دارد و در ارتفاع ۱۳ متری از سطح دریا واقع شده‌است.

## شرکت‌های هواپیمایی و مقصدهای پروازی

### مسافری
| شرکت‌های هواپیمایی                    | مقصدهای پروازی |
| ------------------------------------ | --- |
| آلاسکا ایرلاینز اجرا توسط اسکای‌وست   | سیاتل-تاکوما |
| آلاسکا ایرلاینز اجرا توسط هوریزن ایر | فصلی: سیاتل-تاکوما |
| الیجنت ایر                           | مک‌کاران، فینکس-مسا |
| امریکن ایرلاینز                      | دالاس-فورت ورث |
| امریکن ایگل                          | اوهر شیکاگو، دالاس-فورت ورث |
| دلتا ایرلاینز                        | هارتسفیلد-جکسون آتلانتا |
| دلتا کانکشن                          | سالت‌لیک‌سیتی |
| فرانتیر ایرلاینز                     | مک‌کاران، لس‌آنجلس, اورلاندو، فینکس اسکای هاربر، سن دیه‌گو, سانفرانسیسکو, دالس واشینگتن فصلی: اوهر شیکاگو, ساوثوست فلوریدا (آغاز از ۵ اکتبر ۲۰۱۷), تمپا (آغاز از ۶ اکتبر ۲۰۱۷) |
| یونایتد اکسپرس                       | اوهر شیکاگو، دنور، جرج بوش، لس‌آنجلس |

### باری
| شرکت‌های هواپیمایی | مقصدهای پروازی          |
| ----------------- | ----------------------- |
| فدکس اکسپرس       | ممفیس، محلی گرند جانکشن |